# Stabilità navale
Nell'ambito dell'architettura navale, la stabilità navale è uno degli aspetti principali nella progettazione di tutte le imbarcazioni. 
La nave, ma in generale ogni oggetto galleggiante, è contraddistinto da proprie caratteristiche soggettive di stabilità.
Queste caratteristiche di stabilità dipendono da due elementi fondamentali: la forma (geometria del galleggiante) e la distribuzione dei pesi (baricentro) della nave.
Si parla quindi di stabilità trasversale e longitudinale, di stabilità di forma e di stabilità di peso.

## Analisi della stabilità
Per valutare la stabilità, la prima analisi da effettuare è quella riguardante la condizione di equilibrio in cui l'unità viene a trovarsi, in condizioni di calma.
L'equilibrio può essere positivo, indifferente o negativo:
1. si ha equilibrio positivo se l'unità navale che viene a trovarsi sotto effetto di una causa inclinante, ad esempio il vento, tende naturalmente a riportarsi nella condizione iniziale non appena la causa eccitante verrà a mancare;
2. si ha equilibrio indifferente se l'unità navale rimane nella posizione assunta a seguito dell'azione sbandante;
3. si ha equilibrio negativo se  l'unità perde la posizione di equilibrio iniziale trovandosi in regime di instabilità.

## Indagine delle prestazioni di stabilità
L'analisi preliminare sopraccitata, deve necessariamente però essere integrata da una più complessa ed soddisfacente indagine sulle caratteristiche e le "prestazioni" di stabilità, ma in prima approssimazione è essenziale che la nave abbia quindi un baricentro necessariamente basso ed un'opportuna forma di carena, che le consenta di ottenere un equilibrio stabile e capace di sopportare variazioni di inclinazione ma ritornando alla posizione precedente o comunque rimanere stabile nella posizione stessa , o appunto positivo.
La stabilità delle imbarcazioni è analizzata in scenari di nave integra ed anche in scenari di nave danneggiata.
Le buone doti di stabilità dipendono in prima approssimazione da elementi costituenti il design della nave.
Come suscritto andranno analizzate le geometrie, il dislocamento (peso), il baricentro, la compartimentazione stagna, la protezione contro possibili allagamenti tramite le aperture necessarie alla ventilazione, ai passaggi delle persone e/o merci, ecc.
In tutte le condizioni operative, l'imbarcazione deve soddisfare i requisiti imposti dai regolamenti emanati dai registri di classificazione navale internazionali) che hanno incarico di verifica totale di una costruzione navale classificata, dall'esame dei progetti, alla sorveglianza nella costruzione, alle prove in corso di costruzione e finali, seguendo le normative generali emanate dagli enti preposti, differenziati in funzione della tipologia di imbarcazione.
Non a caso, tutta la letteratura normativa tecnica, nasce e si sviluppa da esigenza di qualificare e rendere affidabile una costruzione, oltre che dall'esame di incidenti "imprevisti" ma accaduti, che portano gli enti tecnici a formulare nuove normative e ad inserire nuove casistiche.